# 론다 플레밍
론다 플레밍(Rhonda Fleming, 1923년 8월 10일 ~ 2020년 10월 14일)은 미국의 배우, 가수이다. 1940년대와 1950년대에 인기 글래머 배우였으며, 40편 이상의 영화에 출연했다. 별명은 "테크닉컬러의 여왕"(Queen of Technicolor)이었다.

## 출연 작품

### 영화
- 나선 계단 (1946)
- 과거로부터 (1947)
- 오케이 목장의 결투 (1957)
- 황혼에 돌아오라 (1958)